# Casa de huéspedes de Taipéi
La Casa de huéspedes de Taipéi (en chino: 臺北賓館) es un edificio histórico situado en el bulevar Ketagalan n.º 1, en el distrito de Zhongzheng y también se encuentra en el distrito especial de Boai, en Taipéi, Taiwán. Está dirigido por el gobierno de Taiwán y se utiliza para recibir a los invitados del estado o en actividades de celebración.
La casa de huéspedes, diseñada por los arquitectos japoneses Dougo Hukuda e Ichiro Nomura, fue construido desde 1899 hasta 1901 y reconstruido por Matsunosuke Moriyama. El palacio es la obra representativa de los edificios de Taiwán bajo el dominio japonés, también llamada la casa barroca más elegante.